# Kiryat Gat
Kiryat Gat (en hebreo: קריית גת‎, lit. 'Ciudad de Gat') es una ciudad ubicada en el distrito Meridional de Israel. Está situado en la Sefelá, alrededor de 50 km al sur de Tel Aviv, 43 km al suroeste de Jerusalén y 40 km al norte de Beerseba. En 2024 tenía una población de 71 371 habitantes. 

## Historia
El kibutz Gat se estableció en 1941 en tierras que el Fondo Nacional Judío adquirió de la aldea árabe palestina Irak al-Manshiyya. Irak al-Manshiyya estaba en el territorio asignado al Estado árabe según el Plan de Partición de la ONU de 1947 pero en el contexto de la guerra árabe-israelí fue capturada por la Brigada Alexandroni de Israel en octubre de 1948 de las fuerzas egipcias en la Operación Yoav. Después de la guerra, la zona se incorporó al Estado de Israel y se expulsó a la población palestina, tras lo cual el kibutz Gat se hizo cargo de tierras adicionales. En 1954, Kiryat Gat se estableció en parte de las tierras y en 1956, Sde Moshe ocupó el resto de lo que fuese al-Manshiyya.
Kiryat Gat fue nombrado en recuerdo de Gat, una de las cinco principales ciudades de los filisteos. En hebreo, "gat" significa lagar. En la década de 1950, los arqueólogos encontraron unas ruinas cerca de Tell, y fueron confundidas con la ciudad filistea de Gat, cuyo verdadero emplazamiento fue descubierto posteriormente a unos trece kilómetros al noreste de Tell es-Safi. Gat fue la ciudad natal del gigante bíblico Goliat el Gitita.
La moderna Kiryat Gat fue erigida en 1955 por 18 familias procedentes de Marruecos. La población aumentó rápidamente de 4.400 habitantes en 1958 a 17.000 en 1969, en su mayoría inmigrantes judíos procedentes del norte de África. La economía se basó inicialmente en el procesamiento de los productos agrícolas de la región de Laquís, como el algodón y la lana. En diciembre de 1972, Kiryat Gat adquirió el estatus de municipalidad y se convirtió en la ciudad de Israel número 31.
La ciudad alberga una de las plantas de fabricación de semiconductores más avanzadas del mundo, una planta de Intel que produce chips de 7 nm y otra actualmente en construcción, cuya inauguración está prevista para 2024 y que producirá chips de 5 nm utilizando litografía EUV.